# ايبوكي بوسات
ايبوكي بوسات (بالتركية: Aybüke Pusat)‏ (من مواليد 25 فبراير 1995، أنقرة، تركيا) هي ممثلة تركية وراقصة باليه وعارضة أزياء وملكة جمال الأرض (تركيا) عام 2014. تخرجت من قسم الباليه في المعهد العالي في أنقرة جامعة حجة تبة، ودرست إدارة الأعمال في جامعة الأناضول.

## الحياة المبكرة والتعليم
عائلتها من جهة الأم ذات أصل تتاري. عاشت في أنقرة مع عائلتها حتى أنهت الصف الخامس في المرحلة الثانوية. هي أصغر إخوتها. بدأت تعلم رقص الباليه منذ صغرها، حيث كانت تشاهد راقصات الباليه على شاشات التلفزيون وتقلد حركاتهن، مما أثار في نفسها شغفًا كبيرًا ورغبة في أن تصبح راقصة باليه مشهورة.
بعد إتمامها للمرحلة الثانوية، التحقت بمعهد الموسيقى قسم الباليه في جامعة حجي تبه، بالإضافة إلى دراستها في قسم إدارة الأعمال في جامعة الأناضول بنظام التعليم المفتوح. حصلت على العديد من التدريبات في التمثيل وانضمت لوكالة تمثيل تعليمية.

## مسيرتها الفنية
بدأت أيبوكي مسيرتها الفنية في عام 2014 من خلال دور إليف في المسلسل التركي الشهير مد جزر. وبعد ذلك، شاركت في المسلسل تلك حياتي أنا بدور زينب، وهو ما ساهم في زيادة شهرتها بشكل كبير.
لكن الانطلاقة الكبرى لها كانت في عام 2017 عندما لعبت دور الدكتورة بهار كوتلو في المسلسل العسكري العهد، حيث أثبتت موهبتها وحظيت بشعبية كبيرة في تركيا وحول العالم.

## جدل حول استبعادها من مسلسل المنظمة
في 2 أبريل 2025، تم استبعاد بوسات من فريق عمل مسلسل المنظمة، بعد أن دعت عبر حسابها على وسائل التواصل الاجتماعي إلى دعم المقاطعة.

## أعمالها

### التليفزيون
| السنة       | اسم المسلسل          | اسم المسلسل      | الدور              | الدور             | قناة العرض   |
| السنة       | التركية              | العربية          | التركية            | العربية           | قناة العرض   |
| ----------- | -------------------- | ---------------- | ------------------ | ----------------- | ------------ |
| 2014        | Medcezir             | مد جزر           | Elif               | إليف              | Star tv      |
| 2015        | Beş Kardeş           | الأخوة الخمسة    | Zeynep             | زينب              | Kanal D      |
| 2015 - 2016 | O Hayat Benim        | تلك حياتي أنا    | Zeynep             | زينب              | Fox          |
| 2016        | Familya              | العائلة          | Su Beyoğlu         | سو بيه اوغلو      | ثعلب         |
| 2017-2018   | Söz                  | العهد            | Bahar Kutlu Karasu | بهار كوتلو كاراسو | Star tv      |
| 2018        | Şahin Tepesi         | تل الشاهين       | Verde Özden        | فيردا أوزدان      | atv          |
| 2019        | Her Yerde Sen        | أنت في كل مكان   | Selin Sever        | سيلين سيفار       | ثعلب         |
| 2020        | 50m2                 | 50m2             | Dilara             | ديلارا            | Netflix      |
| 2022        | Alef                 | Alef             | Defne              | ديفني             | Blue tv      |
| 2022        | Hayaller ve hayatlar | الأحلام و الواقع | Güneş              | جونيش             | Bein connect |
| 2022–2023   | Sıfırıncı gün        | يوم الصفر        | Nisan              | نيسان             | tv8          |
| 2023–2025   | Teşkilat             | المنظمة          | Neslihan Erdemsoy  | نسليهان اردام سوي | Trt1         |

### الافلام
| السنة | اسم الفيلم | اسم الفيلم | الدور   | الدور   |
| السنة | التركية    | العربية    | التركية | العربية |
| ----- | ---------- | ---------- | ------- | ------- |
| 2019  | Kapı       | الباب      | Nardin  | ناردين  |

## روابط خارجية
- ايبوكي بوسات على موقع IMDb (الإنجليزية)
- ايبوكي بوسات على موقع روتن توميتوز (الإنجليزية)
- ايبوكي بوسات على موقع كينوبويسك (الروسية)